# Leopold II. (Lippe)

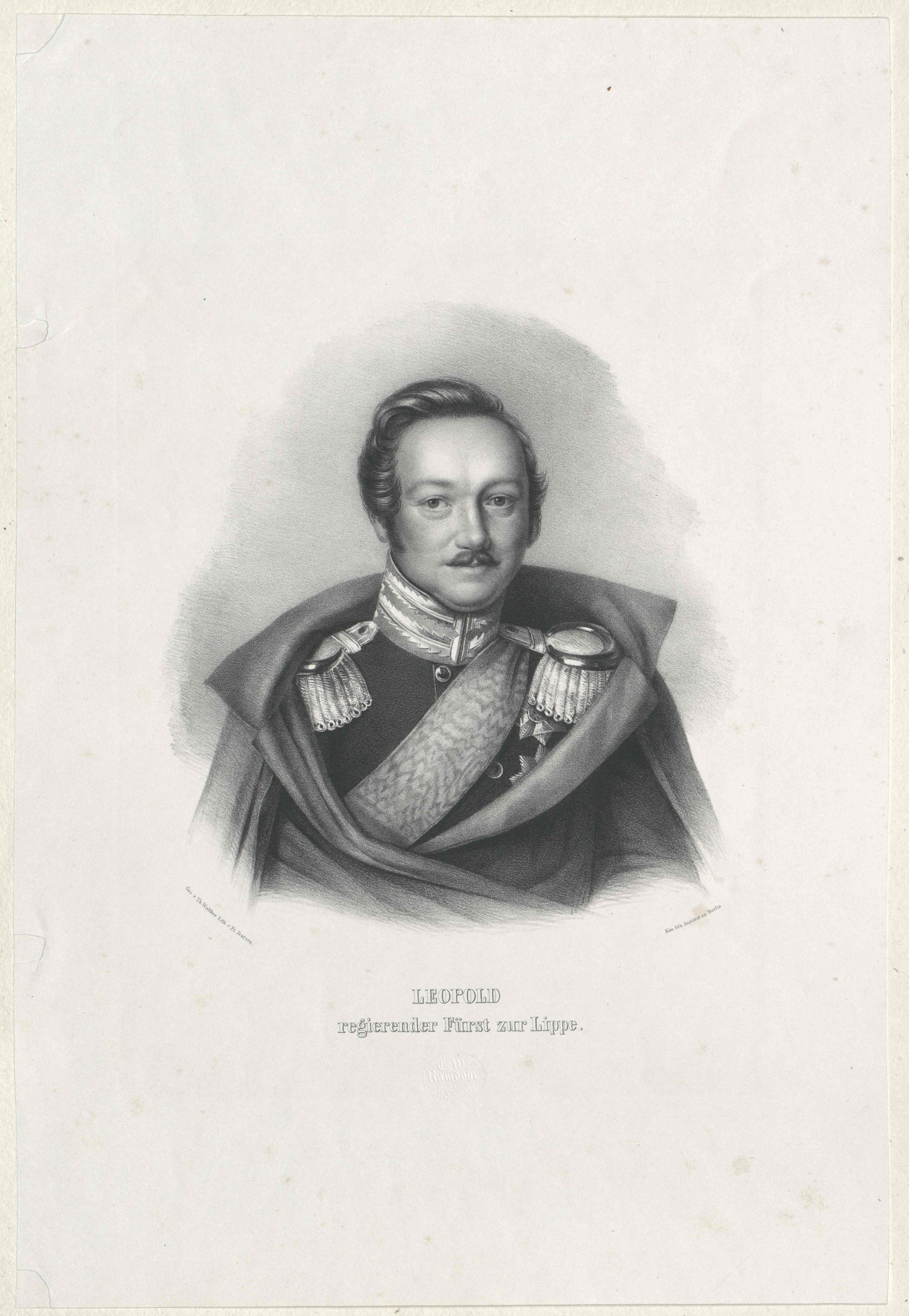
Leopold Fürst zur Lippe, Lithografie von Friedrich Jentzen

Fürst Leopold II. zur Lippe mit seiner Familie

Paul Alexander Leopold II. (* 6. November 1796 in Detmold; † 1. Januar 1851 ebenda) war Fürst zur Lippe.

## Leben
Da er beim Tod seines Vaters Leopold I. erst sechs Jahre alt war, übernahm zu Beginn seiner Regentschaft seine äußerst fähige Mutter Pauline bis zu ihrem Tod 1820 die Regierungsgeschäfte.

„Das Einzige was der Fürstin Pauline nicht gelang, war die Erziehung ihrer beiden Söhne, ihrer einzigen Kinder. Um ihnen die Grundsätze strenger Moralität beizubringen hatte sie die beiden der maßen tyrannisiert und so lange wie Kinder behandelt, daß der älteste schon scheu und zurückhaltend von Natur, ein halber Wilder geworden war.“

Das schrieb Malwida von Meysenbug, die als Kind in Detmold gelebt hatte, in ihren Memoiren. Leopold war von Jugend an ein schüchternes Kind, scheu und zurückhaltend gegen Fremde und niemals leicht zu behandeln. Standesdünkel bildete sich schon früh.
Zur Regierung gelangt, führte Leopold ein wahres Einsiedlerleben. Leopold hatte zwei Leidenschaften, die Jagd und das Theater, das zu den besten Deutschlands gehörte, dessen Kosten aber, im Vergleich zu den Einnahmen des Staates, unverhältnismäßig hoch waren. Albert Lortzing war 1826–1833 am Detmolder Theater engagiert.
Als politisches Erbe seiner Mutter übernahm Leopold einen Verfassungsstreit mit den Ständen. Am 8. Juni 1819 hatte Pauline ihrem Lande eine zeitgemäße Verfassung gegeben, mit einem Landtag von 21 Abgeordneten aus allen Ständen, gewählt nach gleichem, direktem Wahlrecht. Der sich zurückgesetzt fühlende Adel erreichte beim Bundestag in Frankfurt die Aufhebung der Verfassung. Erst am 6. Juli 1836 wurde eine neue Verfassung vorgelegt, die den Bürgern, Bauern und Arbeitern, die den Hauptanteil der Bevölkerung und die Hauptsteuerzahler stellten, keine angemessene Vertretung zubilligte. Unter dem Eindruck der Märzrevolution 1848 bewilligte Leopold das allgemeine, gleiche und direkte Wahlrecht zum Lippischen Landtag, das durch die Verordnung vom 16. Januar 1849 eingeführt wurde. In der Frage des Entwurfs eines neuen Staatsgrundgesetzes kam es aber nicht zu einer Einigung zwischen Landtag und Regierung. Darüber starb Leopold am 1. Januar 1851 und gab das Erbe seiner Mutter, den Verfassungsstreit, ungelöst an seinen Nachfolger weiter.

## Familie
Seine Gemahlin (⚭ 23. April 1820), Prinzessin Emilie von Schwarzburg-Sondershausen (* 23. April 1800) unterwarf sich der strengen Lebensweise ihres Gatten. Das Ehepaar hatte neun Kinder und führte ein musterhaftes Familienleben:
- Paul Friedrich Emil Leopold (* 1. September 1821 in Detmold; † 8. Dezember 1875 ebenda)
- Louise (* 9. November 1822 in Detmold; † 26. März 1887 ebenda)
- Günther Friedrich Woldemar (* 18. April 1824 in Detmold; † 20. März 1895 ebenda)
- Friederike (* 1. Februar 1825 in Detmold; † 12. April 1897 in Lemgo)
- Friedrich (* 18. Oktober 1827 in Detmold; † 21. August 1854 in Schieder)
- Hermann (* 4. Juli 1829 in Detmold; † 20. Juni 1884 ebenda)
- Karl Alexander  (* 16. Januar 1831 in Detmold; † 13. Januar 1905 in St. Gilgenberg bei Donndorf)
- Karl (* 11. Oktober 1832 in Detmold; † 1. Mai 1834 ebenda)
- Pauline (* 2. Oktober 1834 in Detmold; † 24. August 1906 in Cappel)